# Wuli (distrikt)
Wuli var ett distrikt i Gambia. Det låg i regionen Upper River, i den östra delen av landet, 270 km öster om huvudstaden Banjul. Vid folkräkningen 2013 hade det delats i Wuli West och Wuli East.